# Senamiestis
Senamiestis seniūnija (litauisk: Senamiesčio seniūnija) er den ældste del af Vilnius, bydelen ligger på Neris' venstre bred, og omfatter kvartererne Senamiestis, Vilnius' historiske bykerne, og Užupis, der er kendt som Vilnius' "Montmartre".
54°41′N 25°17′Ø / 54.683°N 25.283°Ø

## Vilnius historiske bykerne
Den Gamle By i Vilnius (litauisk: Senamiestis), der er et af de største overlevende middelalderlige bycentre i Østeuropa, har et areal på 3,59 km² (887 ha). Kvarteret omfatter 74 karreer, med 70 gader og stræder med i alt 1487 bygninger. Den ældste del af den litauiske hovedstad Vilnius, har udviklet sig i løbet af mange århundreder, og er blevet formet af byens historie og en konstant skiftende kulturel indflydelse. Europas største arkitektoniske stilarter – gotiske, renæssance, barokke og klassiske bygninger står side om side og supplerer hinanden.
Vilnius historiske centrum har siden 1994 været på UNESCOs Verdensarvliste, efter kriterierne II og IV:
| Citat                                             | Vilnius' historiske centrum var det politiske centrum i storfyrstendømmet Litauen. Fra 1200-tallet til slutningen af 1700-tallet havde Vilnius stor indflydelse på den kulturelle og arkitektoniske udvikling i en stor del af Østeuropa. Trods invasioner og delvis ødelæggelse, har den gamle bydel bevaret en imponerende samling af gotiske, renæssance, barok og klassiske bygninger, den middelalderlige byplan og de naturlige omgivelser. | Citat |
| UNESCOs nominering af Vilnius' historiske centrum | |       |

Pilies gatvė (dansk: Slots gade er den gamle bydels hovedfærdselsåre med mange cafeer og gadeliv og marked. Hovedgaden i Vilnius, Gedimino prospektas (dansk: Gediminas Boulevard), er delvist placeret i den gamle bydel. De centrale pladser i den gamle bydel er Domkirkepladsen (litauisk: Katedros aikštė) og Rådhuspladsen (litauisk: Vilniaus rotušė).
Et af de største arkitektoniske komplekser er Vilnius Universitet, som, med sine 13 karreer, fylder en stor del af den gamle bydel. En miniature af universitetet repræsenterer Litauen i Mini-Europe, en miniaturepark i Bruxelles.

## Lokaliteter
Der er flere interessante bygningsmonumenter i den gamle bydel end i nogen anden del af Vilnius, de omfatter bl.a.:
| - Præsident paladset - Slushko palæet - Radziwiłł palæet - Tyzenhaus palæet - Vilnius slotskompleks med Gediminas' tårn og Det kongelige slot | - Sct. Annes kirke (litauisk: Šv. Onos bažnyčia) - Vilnius' Domkirke (litauisk: Vilniaus Arkikatedra Bazilika) på Domkirkepladsen (Vilnius) (litauisk: Katedros aikštė) - Sct. Michaels kirke (litauisk: Šv. Mikalojaus bažnyčia) - Allehelgeners kirke (litauisk: Visų Šventųjų bažnyčia) - Morgengryets Port (litauisk: Aušros Vartai) - Tre Kors-højen (litauisk: Trys kryžiai) - Hellige Guds Moder Kirke (litauisk: Skaisčiausios Dievo motinos cerkvė) | - Underskrivernes Hus (litauisk: Signatarų namai) - Litauens nationalmuseum - Litauens nationale dramateater - Fragmenter af Vilnius bymur - Vilnius fangehuller - Pilies gatvė - Rådhuspladsen (litauisk: Vilniaus rotušė) - Halės turgus (dansk: Halė marked) |

## Galleri
- Vilnius i 1800-tallet
- Dominikonų gatvė i 1800-tallet
- Gediminas' tårn, på Slotsbakken
- Vilnius Slotsbakke
- Sct. Anns Kirke
- Pilies gatvė

### Užupis, Vilnius' "Montmartre"
Užupis er et kvarter på ca. 0,6 km² i udkanten af det historiske centrum. Navnet betyder "på den anden side af floden" . Užupis afgrænses på tre sider fra den gamle bykerne af floden Vilnia litauisk: Vilnelė, der gav navnet til Vilnius. Kvarteret er kendt for kunstnerkolonien, "republikken Užupis", som "erklærede sig selvstændig" i 1997.
| Citat                       | Uzupis, en udbryderrepublik midt i Litauen: Midt i Litauens hovedstad, Vilnius, ligger en bydel, der for 11 år siden uden kamp og ballade erklærede sig uafhængig. Uzupis hedder stedet, som er et fristed med egen præsident, regering og forfatning. | Citat |
| DR P1 Orientering om Uzupis | |       |

- Republikken Užupis' "Grænse"
- Užupis' "forfatning"
- Republikken Užupis' flag og mindetavlen om båndene mellem Montmartre og Užupis
- Hus i Užupis